# Nachtabsenkung
Mit  Nachtabsenkung bezeichnet man den Übergang von der Tagessolltemperatur auf eine niedrigere Solltemperatur in der Nacht. Anwendung findet die Nachtabsenkung im privaten und öffentlichen Gebäudebestand sowie in der Aquaristik.
Schaltet die Heizung ganz ab, so handelt es sich um eine Nachtabschaltung.

## Gebäudetechnik
Bei der Nachtabsenkung wird die Beheizung auf einem niedrigeren Temperaturniveau fortgeführt. In öffentlichen und gewerblichen Gebäuden, insbesondere in Bürogebäuden kann in der Regel auf geringere Temperaturen als in Wohnbauten abgesenkt werden, da diese Gebäude ab dem späten Nachmittag bis zum Morgen sowie am Wochenende nicht genutzt werden.
Eine im Tages- und Wochengang programmierbare Zeitschaltuhr reduziert nachts den Sollwert des Thermostaten. Umfang und Dauer der abendlichen Temperaturabsenkung vom Tages- auf den Nachtwert werden unter anderem durch Wärmedämmung und -speicherfähigkeit des Gebäudes sowie durch Außentemperatur und weitere Witterungseinflüsse bestimmt. Die Unterschreitung des Taupunktes an der Innenseite der Außenwände soll vermieden werden, um Schimmelbildung zu vermeiden. Der Absenkung folgt die morgendliche Aufheizung auf den Tagessollwert.
Eine selbstlernende Regelung ermittelt die günstigsten Aus- und Einschaltzeitpunkte unter Berücksichtigung von Gebäudekenngrößen, Wetterbedingungen, Heizreserve und des Benutzerverhaltens individuell und steuert die Kesseltemperatur entsprechend.
Versorgt eine Zentralheizung mehrere Einheiten, müssen sich die Nutzer auf Schaltzeiten einigen. Gerichte befanden, dass zumindest eine Nachtabsenkung auf 18 °C Raumtemperatur zwischen 23 Uhr (freitags und samstags 24 Uhr) bis 6 Uhr hinzunehmen sei.

### Energieeinsparung
Das Thema Nachtabsenkung hat im Rahmen der Energieeinsparung und der Gebäudeoptimierung an Bedeutung gewonnen. Die tatsächliche Energieersparnis ist im Wesentlichen abhängig von den möglichen Nutzungspausen.
Während der Nachtabsenkung werden die Transmissions- und Lüftungswärmeverluste des Gebäudes sowie die Verluste bei der Wärmeerzeugungsanlage verringert. Das abgekühlte Gebäude muss jedoch wieder aufgeheizt werden. Eine Einsparung wird durch die reduzierte Raumtemperatur immer erreicht. Zu bedenken ist, dass kältere Luft weniger Wasserdampf aufnehmen kann, so dass es an den kältesten Stellen der Außenwände (Raumecken; Flächen hinter Möbeln oder Vorhängen; Randbereiche der Verglasung von älteren Fenstern) zur Tauwasserbildung kommen kann. Um dies zu vermeiden, empfiehlt es sich, zu Beginn der Nachtabsenkung eine Stoßlüftung der Räume durchzuführen.
Moderne Steuerungen ignorieren die eingestellte Nachtabsenkung bei besonders tiefen Außentemperaturen, da im Bereich um die Auslegungstemperatur der Heizungsanlage oft keine ausreichende Leistungsreserve zur Wiederaufheizung des Gebäudes zur Verfügung steht. Dieser Zeitraum umfasst laut DIN 4702 nur 20 von 260 Heizgradtagen, an den restlichen 240 Tagen ist eine Nachtabsenkung sinnvoll. 
Der erzielbare Einspareffekt variiert stark. Seine Höhe hängt ab
- vom Wärmedämmungs-Standard des Gebäudes. In Gebäuden mit guter Wärmedämmung  führt eine Nachtabsenkung zu wenig Energieersparnis. In schlecht gedämmten Altbauten ist die Ersparnis größer und
- von der Höhe der Stillstandsverluste des Heizkessels.

Bei Büros sowie anderen öffentlichen und gewerblichen Gebäuden erlauben die längere Nutzungspausen am Abend und am Wochenende eine deutliche Absenkung der Temperatur und entsprechend große Einsparungen.

## Aquaristik
In Terrarien und Aquarien wird die Wassertemperatur nachts abgesenkt, um die nächtliche Temperaturabsenkung im natürlichen Lebensraum der Tiere zu imitieren. Auch hier kommen mit Zeitschaltuhren gekoppelte Thermostate zum Einsatz.